# Duvensee
Duvensee là một đô thị thuộc huyện Lauenburg, trong bang Schleswig-Holstein, nước Đức. Đô thị Duvensee có diện tích 12,4 km², dân số thời điểm 31 tháng 12 năm 2006 là 531 người.